# Tjocktarm

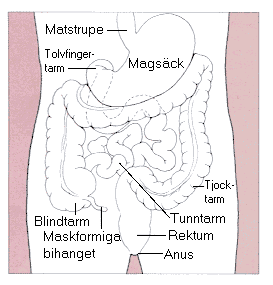
Människans tarmsystem - matstrupe, magsäck, tolvfingertarm, tunntarm, blindtarm, maskformiga bihanget, tjocktarm, rektum och ändtarm.

Tjocktarm, grovtarm eller intestinum crassum är en av tarmkanalens huvuddelar. Den är cirka 1,5 meter lång i en människa. En av tjocktarmens huvudsakliga uppgifter är att absorbera natriumjoner och vatten. Tjocktarmen innehåller även ett stort antal bakterier som är viktiga för människokroppen. Dessa bakterier är bland annat delaktiga i kroppens immunförsvar, och en del syntetiserar K-vitaminer eller vissa B-vitaminer. Bakterierna bryter även ned en del kolhydrater som resten av matspjälkningssystemet inte kunnat ta hand om, såsom cellulosa. Det mesta av energin som utvinns ur dessa används dock av tarmbakterierna själva.
Tjocktarmen består av blindtarmen (caecum), blindtarmsbihanget (appendix vermiformis) och den egentliga tjocktarmen (colon). Den egentliga tjocktarmen delas i sin tur in i tre delar:
1. Den uppåtstigande tjocktarmen (colon ascendens)
2. Den tvärgående tjocktarmen (colon transversum)
3. Den nedåtgående tjocktarmen (colon descendens)
4. Colon sigmoideum, det s-formade slutet av tjocktarmen

Antalet bakterier i tjocktarmen kan variera. När vi äter mycket fibrer, om vi har brist på laktas, om nedbrytningen av fibrer eller proteiner inte är effektiv nog, så ökar antalet bakterier i tjocktarmen. Vid antibiotikabehandling minskar antalet bakterier i tjocktarmen.
Tjocktarmens muskler ligger i tre parallella muskelband, som är kortare än tjocktarmen i utsträckt läge. Detta är vad som gör att tjocktarmen har ett flertal utbuktningar. Dessa muskler utför huvudsakligen tre typer av kontraktioner: segmenteringsrörelser, massrörelser och antiperistaltiska rörelser. Dessa kontraktioner blandar tarmens innehåll, och förflyttar det långsamt mot ändtarmen. Segmenteringsrörelserna är de vanligaste, som ser till att tarmens innehåll långsamt förflyttas mot ändtarmen. 2–4 gånger per dag utförs kraftiga kontraktioner i början av tjocktarmen, kallade massrörelser, oftast i samband med måltid. Peristaltiska rörelser är ovanliga i tjocktarmen, men antiperistaltiska förekommer oftare. Dessa pressar tarmens innehåll i motsatt riktning, för att se till att mer vatten och natrium kan absorberas upp ur tarminnehållet.
Ett antal körtlar i tjocktarmen producerar ett slem som smörjer innehållet i tarmen, fungerar som ett skydd för epitelcellerna och binder ihop avföringen. Ungefär 500–1 500 ml kymus når tjocktarmen varje dag. 1–2 liter gas bildas i tjocktarmen varje dag, varav det mesta absorberas av epitelcellerna i tjocktarmen. Produkterna, som når tjocktarmen, stannar i tjocktarmen i tre till tio timmar.